# Piotr Świst
Piotr Świst (ur. 20 czerwca 1968 w Gorzowie Wielkopolskim) – polski żużlowiec i trener sportu żużlowego.
Wychowanek Stali Gorzów Wielkopolski. Licencję żużlową uzyskał w 1984 roku. W swoim dorobku posiada wiele medali zdobytych w zawodach o mistrzostwo kraju. Jest również srebrnym medalistą finału Indywidualnych Mistrzostw Świata Juniorów z 1987 w Zielonej Górze. W 1994 jedyny raz wystąpił w finale Indywidualnych Mistrzostw Świata, zajmując w Vojens 15. miejsce. Wielokrotnie reprezentował Polskę w Drużynowych Mistrzostwach Świata oraz Mistrzostwach Świata Par.
W sezonie 2011 objął funkcję trenera II ligowego Kaskadu Równe.
W trakcie kariery zawodnik często był określany pseudonimem Twisty.

## Osiągnięcia
- Indywidualne Mistrzostwa Polski: 1 srebrny (1995) i 2 brązowe (1993, 2002)
- Młodzieżowe Indywidualne Mistrzostwa Polski: 3 złote (1987, 1988, 1989) i 1 srebrny (1986)
- Mistrzostwa Polski Par Klubowych: 1 złoty (1992), 2 srebrne (1987, 2003) i 4 brązowe (1988, 1989, 1994, 1997)
- Młodzieżowe Mistrzostwa Polski Par Klubowych: 2 złote (1986, 1987), 2 srebrne (1988, 1989)
- Drużynowe Mistrzostwa Polski: 3 srebrne (1984, 1992, 1997) i 2 brązowe (1987, 1998)

W swoim dorobku posiada również sukcesy odniesione w turniejach indywidualnych, m.in.:
- Złoty Kask: 1. miejsce (1988), 3. miejsce (1998)
- Srebrny Kask: 1. miejsce (1989), 3. miejsce (1986)
- Brązowy Kask: 1. miejsce (1986, 1987), 3. miejsce (1985)
- Kryterium Asów Polskich Lig Żużlowych im. Mieczysława Połukarda: 2. miejsce (1990, 1997)
- Memoriał Alfreda Smoczyka: 1. miejsce (1991), 2. miejsce (1989), 3. miejsce (1998)
- Memoriał im. Edwarda Jancarza: 2. miejsce (1993)

Startował w lidze brytyjskiej, w barwach klubów z Arena Essex (2005) i Poole (2007).